# Damalis fulvus
Damalis fulvus är en tvåvingeart som beskrevs av Scarbrough 2006. Damalis fulvus ingår i släktet Damalis och familjen rovflugor.
Artens utbredningsområde är Thailand. Inga underarter finns listade i Catalogue of Life.